# دانيلهو ديوخي
دانيلهو ديوخي (مواليد 30 يونيو 1998) هو لاعب كرة قدم هولندي يلعب في مركز المدافع في نادي يونيون برلين.

## روابط خارجية
- دانيلهو ديوخي على موقع الاتحاد الأوربي (الإنجليزية)
- دانيلهو ديوخي على موقع إي إس بي إن إف سي (الإنجليزية)
- دانيلهو ديوخي على موقع قاعدة بيانات كرة القدم.إي يو (الإنجليزية)
- دانيلهو ديوخي على موقع Soccerbase.com (لاعب) (الإنجليزية)
- دانيلهو ديوخي على موقع Soccerway.com (الإنجليزية)
- دانيلهو ديوخي على موقع عالم كرة القدم.نت (الإنجليزية)